# Rajd Warszawski

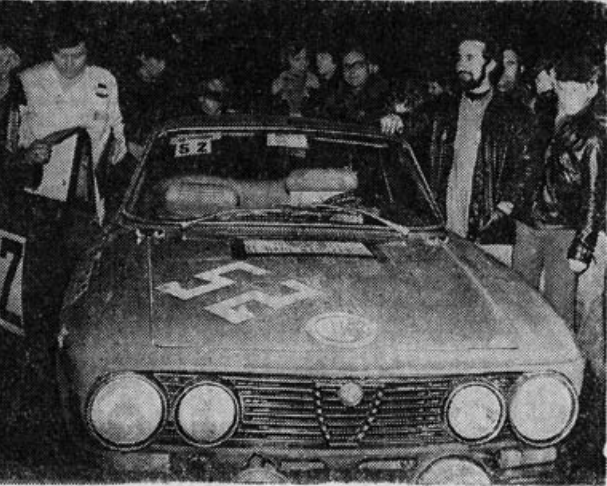
Lelio Lattari i Jacek Różański zwycięzcy 11. Rajdu Warszawskiego

Rajd Warszawski – rajd samochodowy będący jedną z rund Rajdowych Mistrzostw Polski. Pierwsza edycja rajdu odbyła się w 1962 roku organizowana przez Automobilklub Warszawski. Jest spadkobiercą odbywających się od 1921 do 1950 r. rajdów mających swój początek w Warszawie, a które po 1950 r. przyjęły nazwę Rajdu Polski.
Inicjatorem powstania imprezy był polski kierowca rajdowy Władysław Paszkowski. Pierwsze rajdy odbywały się na warszawskim lotnisku Babice mieszącym się w dzielnicy Bemowo.
Od roku 2008 rajd Warszawski będzie się odbywał w okolicach Otwocka. Będzie też tam odegrany jeden OS.
Zastąpił on Rajd Mazowiecki, który odbywał się od 2001 roku do 2007.

## Zwycięzcy Rajdu Warszawskiego[2][3]
| Rok  | Rajd                                                      | Kierowca             | Pilot               | Samochód                  | Seria     |
| ---- | --------------------------------------------------------- | -------------------- | ------------------- | ------------------------- | --------- |
| 1962 | 1. Rajd Warszawski                                        | Adam Wędrychowski    | Andrzej Zieliński   | Renault Dauphine          | RSMP      |
| 1963 | 2. Rajd Warszawski                                        | Adam Wędrychowski    | Joanna Wędrychowska | Renault Dauphine          |           |
| 1964 | 3. Rajd Warszawski                                        | Adam Wędrychowski    | B. Pakulska         | Renault Dauphine          |           |
| 1965 | 4. Rajd Warszawski                                        | Robert Mucha         | Lech Jaworowicz     | Fiat 1500                 |           |
|      |                                                           |                      |                     |                           |           |
| 1967 | 5. Rajd Warszawski                                        | Ryszard Nowicki      | Andrzej Stapiński   | Zastava 750               | RSMP      |
| 1968 | 6. Rajd Warszawski                                        | Ryszard Żyszkowski   | Tadeusz Kurmanowicz | Fiat 850                  |           |
| 1969 | 7. Rajd Warszawski                                        | Krzysztof Rogalski   | Piotr Dabrowski     | Fiat 124                  |           |
| 1970 | 8. Rajd Warszawski                                        | Ryszard Nowicki      | Piotr Mystkowski    | Renault 8 Gordini         | RSMP      |
| 1971 | 9. Rajd Warszawski                                        | Maciej Stawowiak     | Dominik Mydlarski   | Polski Fiat 125p 1500     | RSMP      |
| 1972 | 10. Międzynarodowy Rajd Warszawski Polskiego Fiata        | Robert Mucha         | Ryszard Żyszkowski  | Polski Fiat 125p 1500     | RSMP      |
| 1973 | 11. Rajd Warszawski "Polskiego Fiata"                     | Lelio Lattari        | Jacek Różański      | Alfa Romeo GTV 2000       | RSMP      |
| 1974 | 12. Międzynarodowy Rajd Warszawski "Polskiego Fiata"      | Horst Rausch         | Jerzy Sypniewski    | BMW 2002 Turbo            | RSMP      |
| 1975 | 13. Międzynarodowy Rajd Warszawski "Polskiego Fiata"      | Andrzej Jaroszewicz  | Ryszard Żyszkowski  | Fiat Abarth 124 Spider    | RSMP      |
| 1976 | 14. Międzynarodowy Rajd Warszawski "Polskiego Fiata"      | Tomasz Ciecierzyński | Jacek Różański      | Polski Fiat 125p 1600     | ERC, RSMP |
| 1977 | 15. Międzynarodowy Rajd Warszawski 1977                   | Guy Frequelin        | Jacques Delaval     | Renault 5 Alpine          | ERC, RSMP |
| 1978 | 16. Międzynarodowy Rajd Warszawski "Polskiego Fiata"      | Gilbert Staepelaere  | Fred Frassen        | Ford Escort RS            | ERC, RSMP |
| 1979 | 17. Międzynarodowy Rajd Warszawski "Polskiego Fiata" 1979 | Maciej Stawowiak     | Jacek Różański      | FSO Polonez 2000          | ERC, RSMP |
| 1980 | 18. Rajd Warszawski                                       | Bernard Béguin       | Jean-Jacques Lenne  | Porsche 911 SC            | ERC, RSMP |
| 1981 | 19. Rajd Warszawski                                       | rajd odwołano        | rajd odwołano       | rajd odwołano             | RSMP      |
|      |                                                           |                      |                     |                           |           |
| 1985 | 19. Rajd Warszawski FSO                                   | Andrzej Koper        | Krzysztof Gęborys   | Renault 11 Turbo          | RSMP      |
| 1986 | 20. Międzynarodowy Rajd Warszawski - Castrol              | Mariusz Kostrzak     | Marcin Augustyn     | Toyota Corolla            | RSMP      |
| 1987 | 21. Rajd Warszawski                                       | Marian Bublewicz     | Ryszard Żyszkowski  | FSO Polonez 2000          | RSMP      |
| 1988 | 22. Rajd Warszawski                                       | Marian Bublewicz     | Jacek Wypych        | Mazda 323 4WD Turbo       | RSMP      |
| 1989 | 23. Rajd Warszawski                                       | Mirosław Krachulec   | Marek Kusiak        | Mazda 323 4WD             | RSMP      |
|      |                                                           |                      |                     |                           |           |
| 1997 | 24. Rajd Warszawski                                       | Piotr Świeboda       | Krzysztof Winkowski | Mitsubishi Lancer Evo IV  |           |
| 1998 | 25. Rajd Warszawski                                       | Marek Gieruszczak    | Marek Skrobot       | Toyota Celica Turbo 4WD   | RSMP      |
| 1999 | 26. Rajd Warszawski                                       | Robert Gryczyński    | Tadeusz Burkacki    | Toyota Corolla WRC        | RSMP      |
| 2000 | 27. Rajd Warszawski                                       | Janusz Kulig         | Jarosław Baran      | Ford Focus WRC            | RSMP      |
| 2001 | 28. Rajd Warszawski                                       | Janusz Kulig         | Jarosław Baran      | Ford Focus WRC            | RSMP      |
| 2002 | 29. Rajd Warszawski                                       | Paweł Dytko          | Tomasz Dytko        | Toyota Corolla WRC        | RSMP      |
| 2003 | 30. Rajd Warszawski                                       | Leszek Kuzaj         | Magdalena Lukas     | Subaru Impreza WRC        | RSMP      |
| 2004 | 31. Rajd Warszawski                                       | Michał Sołowow       | Maciej Baran        | Mitsubishi Lancer Evo VII | RSMP      |
| 2005 | 32. Rajd Warszawski                                       | Leszek Kuzaj         | Maciej Szczepaniak  | Subaru Impreza WRX STi    | RSMP      |
| 2006 | 33. Rajd Warszawski                                       | Michał Bębenek       | Grzegorz Bębenek    | Mitsubishi Lancer Evo IX  | RSMP      |
|      |                                                           |                      |                     |                           |           |
| 2008 | 34. Rajd Warszawski                                       | Maciej Oleksowicz    | Andrzej Obrębowski  | Subaru Impreza STi N12    |           |
| 2009 | 35. Rajd Warszawski                                       | Piotr Maciejewski    | Piotr Kowalski      | Mitsubishi Lancer Evo IX  |           |
| 2010 | 36. Rajd Warszawski                                       | Kajetan Kajetanowicz | Jarosław Baran      | Subaru Impreza TMR 10     | RSMP      |